# Glenea pseudobaja
Glenea pseudobaja là một loài bọ cánh cứng trong họ Cerambycidae.